# José Antonio de Rojas

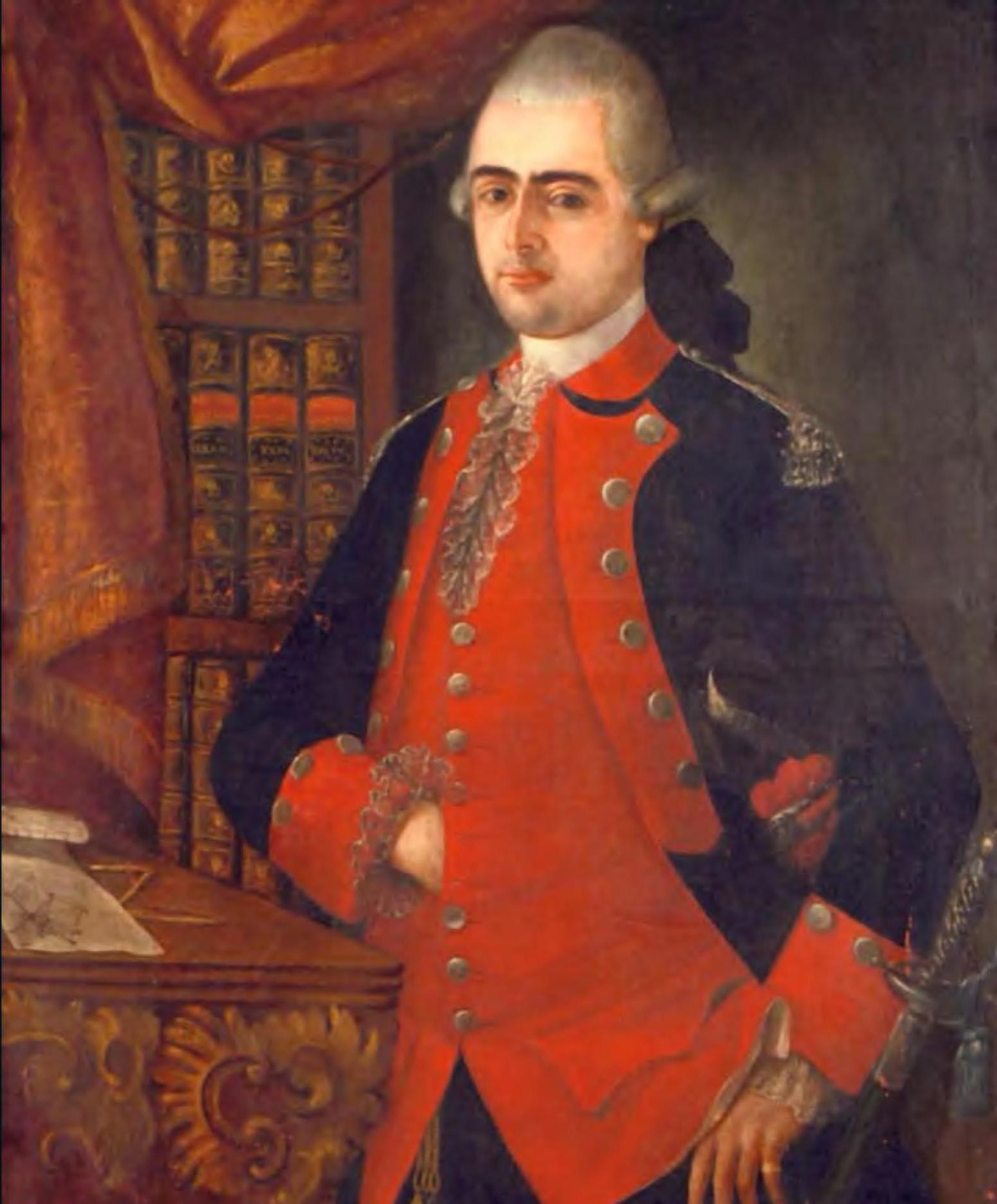
José Antonio de Rojas y Ortuguren.

José Antonio de Rojas y Ortuguren (Santiago, 1737-Valparaíso, 18 de octubre de 1817) fue un criollo, político y patriota chileno.
Desde fines del siglo XVIII hasta inicios del XIX, luchó en clave independentista contra el absolutismo y fue uno de los involucrados en la llamada «conspiración de los tres Antonios».

## Biografía

### Familia y estudios
Nació en una poderosa y acaudalada familia. Fue el hijo mayor del general Andrés de Rojas y La Madriz, regidor del Cabildo de Santiago en 1742, y de su segunda esposa, María Mercedes Ortuguren y Calderón. En 1773 se casó en Buenos Aires con María de las Mercedes Salas Corbalán —hermana de Manuel de Salas—, con quien tuvo una hija, Mercedes Rojas Salas, que fue esposa de Manuel Manso de Velasco y Santa Cruz, sobrino nieto de José Antonio Manso de Velasco, gobernador y capitán general de Chile.
Estudió matemáticas en la Universidad de San Felipe.

### Carrera
Participó de la administración y milicia virreinales. En 1759 fue nombrado capitán de caballería del Batallón de Santiago por el gobernador Manuel de Amat y Junyent, quien, tras ser nombrado virrey, lo llevó a Lima. Fue nombrado corregidor de las provincias de Lampa (Perú) en 1766 y del ejército en 1771.
Viajó a Europa, donde se empapó de las ideas de la Ilustración. De su padre recibió el mayorazgo y la hacienda de Polpaico.

### Conspiración de los tres Antonios
Con una biblioteca personal de los principales filósofos e intelectuales franceses de la Ilustración, en 1778 regresó a Santiago. En la capital chilena se relacionó con los franceses Antonio Berney y Antonio Gramusset, quienes compartían sus ideales y con quienes en 1780 planeó establecer en Chile un sistema republicano que aboliera las diferencias sociales y la esclavitud.
La llamada «conspiración de los tres Antonios» fue detectada por las autoridades y sus líderes, detenidos el 1 de enero de 1781. Rojas fue perseguido y después declarado inocente por la Real Audiencia y, tras un breve exilio en España, volvió a Santiago.

### Últimos años

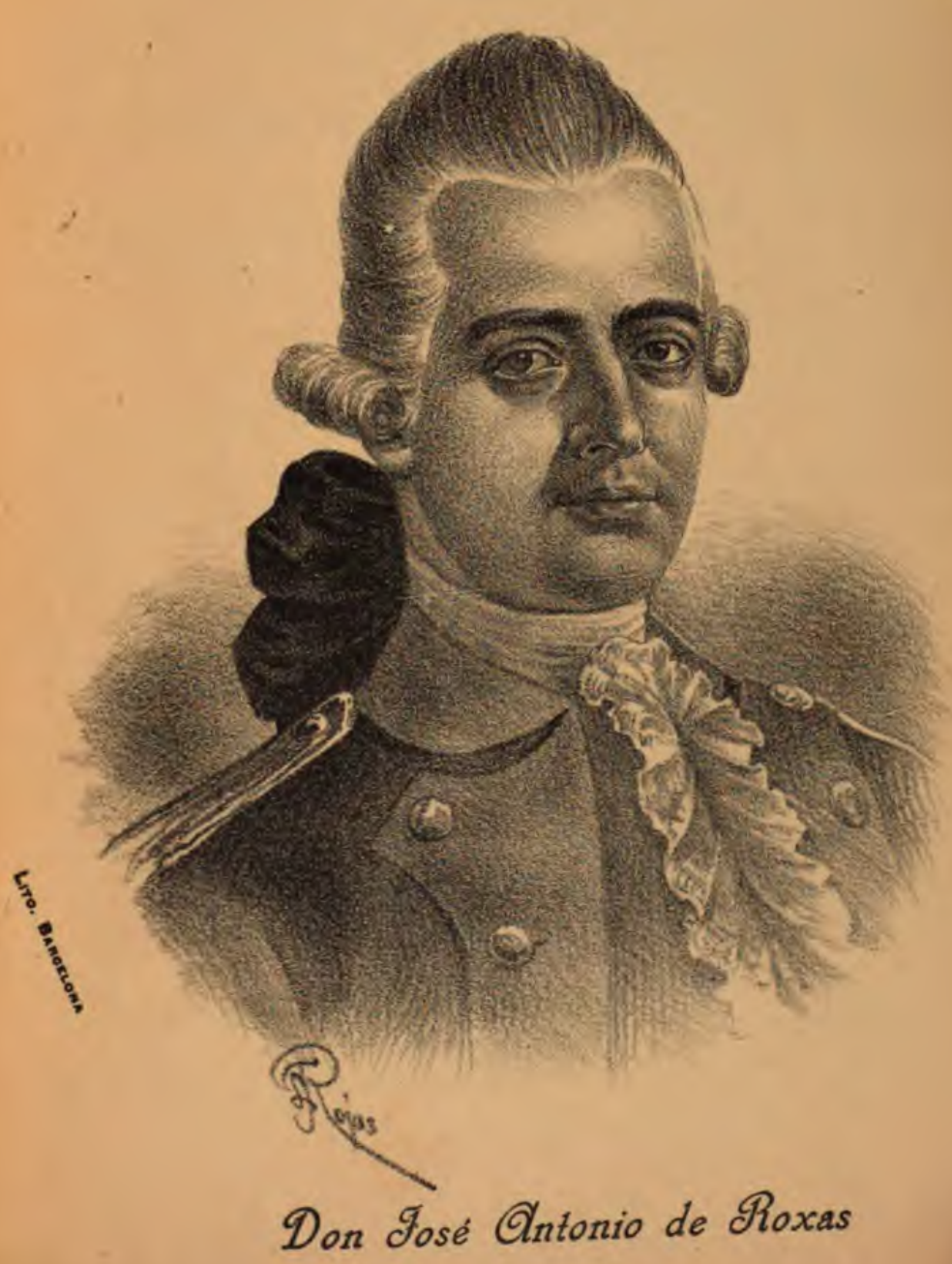
José Antonio de Rojas

En 1787 explotó la mina de azogue de Punitaqui y en 1808, a solicitud del Cabildo, fue designado regidor auxiliar.
En su casa se realizaban tertulias y fiestas que difundieron las ideas ilustradas entre los criollos, situación que hizo crisis en 1808, cuando el rey Fernando VII, prisionero de Napoleón, no pudo seguir gobernando América.
En vísperas de iniciarse el proceso independentista chileno, el gobernador español Francisco Antonio García Carrasco lo hizo arrestar y enviar a Lima en 1810 bajo sospechas de complot, esta vez sin ningún tipo de pruebas; su detención provocó la indignación de los santiaguinos y la caída del gobernador García Carrasco, quien fue reemplazado por el criollo Mateo de Toro Zambrano. Rojas volvió a Chile.
Tras el fin de la Patria Vieja, y junto con otros patriotas derrotados, fue relegado al archipiélago de Juan Fernández por orden del gobernador Mariano Osorio en 1814. Luego de la victoria de los patriotas en la batalla de Chacabuco (12 de febrero de 1817), regresó por razones de salud y murió pocos meses después debido a los malos tratos recibidos en su cautiverio y a su edad.
Seis años más tarde, su sobrino, José Miguel Infante de Rojas, hijo de Agustín Infante Prado y de Rosa de Rojas y Ortuguren, presentó en el Congreso un proyecto de ley que propuso la abolición total de la esclavitud —entonces, Chile contaba con un poco más de un centenar de esclavos—. La nueva ley, aprobada el 24 de julio de 1823, señalaba que eran libres todos aquellos nacidos desde 1811 en adelante, y sus descendientes. Finalmente, bajo la presidencia interina de Ramón Freire, se abolió la esclavitud de manera definitiva en diciembre de 1823 por medio de la Constitución de ese año, que recogía las ideas de Infante:

En Chile no hay esclavos: el que pise su territorio por un día natural será libre. El que tenga este comercio no puede habitar aquí más de un mes, ni naturalizarse jamás
Artículo 8.°